# 约克顿
约克顿（Yorkton），加拿大萨斯喀彻温省东南部城市。约克顿始建于1882年。总人口15,038（2006年）。